# Matyty
Matyty (niem. Motitten) – wieś w Polsce położona w województwie warmińsko-mazurskim, w powiecie iławskim, w gminie Zalewo.
W latach 1975–1998 miejscowość administracyjnie należała do województwa olsztyńskiego.
Wieś wzmiankowana w dokumentach z roku 1343, jako wieś pruska na 16 włókach. Pierwotna nazwa Mathiten najprawdopodobniej wywodzi się od imienia Prusa - Matysa. W roku 1782 we wsi odnotowano 20 domów (dymów), natomiast w 1858 w 25 gospodarstwach domowych było 211 mieszkańców. W latach 1937–39 było 176 mieszkańców. W roku 1973 wieś należała do powiatu morąskiego, gmina i poczta Zalewo.

## Bibliografia

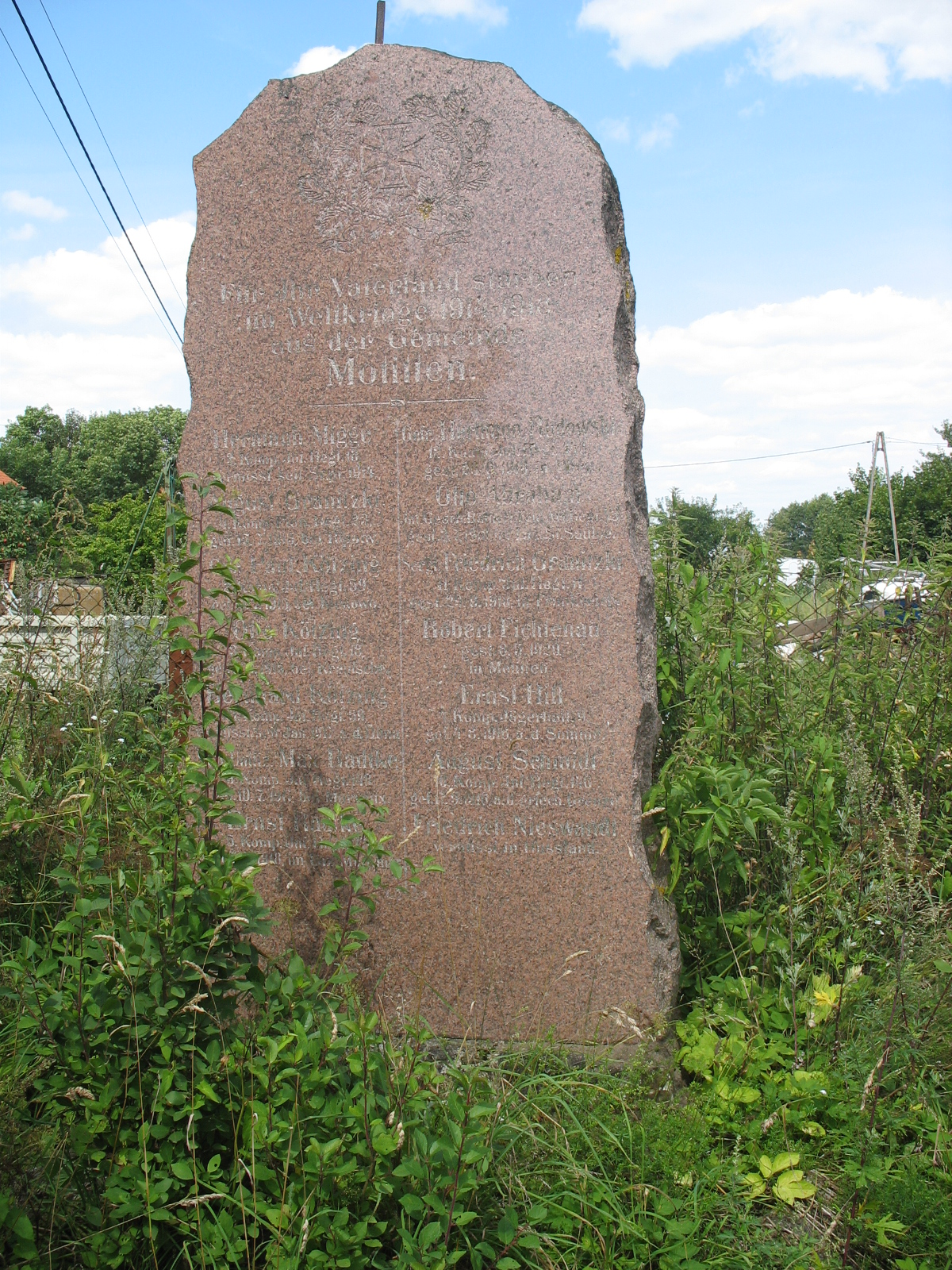
Pomnik upamiętniający poległych w I wojnie światowej